# Abierto GNP Seguros 2023
Die Abierto GNP Seguros 2023 waren ein Tennisturnier der WTA Tour 2023 für Damen und ein Tennisturnier der ATP Challenger Tour 2023 für Herren in Monterrey. Das Herrenturnier der ATP fand vom 20. bis 26. Februar, das Damenturnier der WTA unmittelbar folgend vom 27. Februar bis 5. März 2023 statt.

## Damenturnier
→ Qualifikation: Abierto GNP Seguros 2023/Damen/Qualifikation